# 對望棋
對望棋（Diam），是Alain Couchot、Bernard Klein在2003年推出的2到4人的棋類。

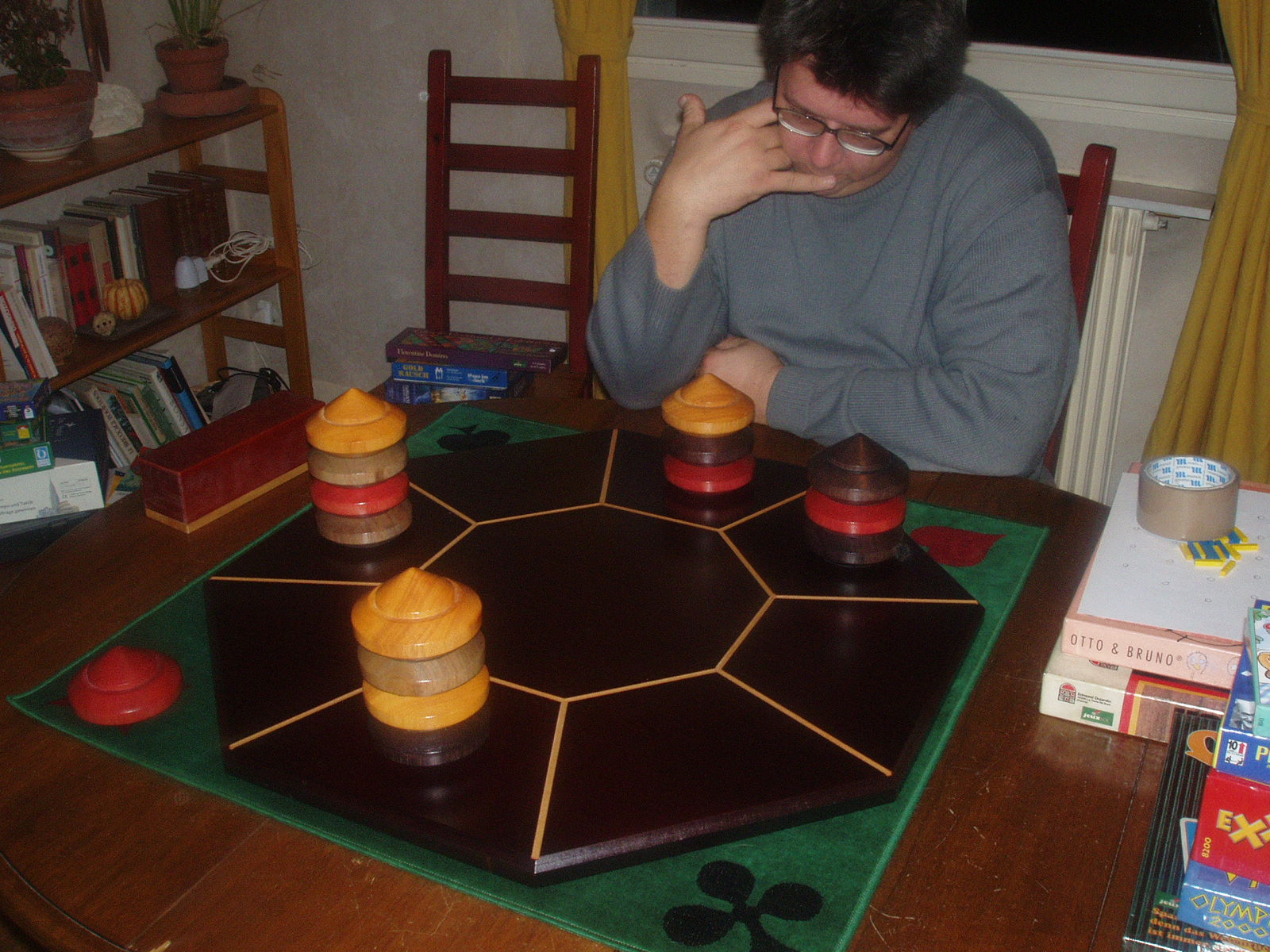
對望棋

## 具
- 正八邊形棋盤，共有8棋格。

- 兩方各有兩色棋子，每色各4枚。棋子可以堆疊。

## 棋規
- 空秤開局。

- 每回合玩家有2種選擇，但不能使棋疊層數超過4。
  - 放一枚己棋於空格或任何方棋子上。
  - 將一座己棋，連同疊在其頂端的所有棋子（若頂端有棋子），一同移到鄰邊格的任何棋子頂上。

- 若兩對角格中各有同色棋子在同一層（層數需大於或等於2），則棋子的擁有玩家獲勝。[1]

## 外部連結
- 遊戲介紹 （页面存档备份，存于）
- 線上遊戲 （页面存档备份，存于）